# 普通襲擊
普通襲擊（英語：common assault）是普通法系司法管轄區的一種罪行， 根據香港法律可以監禁1年。
襲擊的意思是進行打鬥或傷害他人身體，即使有傷害意圖而進行動手/動武，即使對方未有構成實際身體傷害，只要令對方感覺痛楚，或者未有構成身體接觸，而令對方受驚，即可能構成以上普通施襲罪。
根據香港2021年2月的案例（案件編號：KCCC2558/2019，香港特別行政區政府訴區諾軒），在耳邊使用揚聲器亦可構成襲擊。 如果有實際接觸的話，則有可能是普通襲擊 亦有可能是ABH。根據2006年的案例，把女孩的馬尾頭髮剪掉是ABH。
在歐陸法系，襲擊或者毆打行為即屬於傷害未遂。

## 另見
| 罪行名稱            | 普通襲擊 | 實際身體傷害                 | 嚴重身體傷害         |
| ------------------- | -------- | ---------------------------- | -------------------- |
| 英文說明            |          | actual bodily harm (簡稱ABH) | grievous bodily harm |
| 傷害程度/罪行嚴重性 | 低       | 中                           | 高                   |